# Javier Pérez-Tenessa
Javier Pérez-Tenessa es un empresario mexicano, inversor, compositor y  productor de teatro musical afincado en Barcelona, España. Es Fundador y antiguo Presidente y Consejero Delegado de la Cotizada eDreams. , así como del Fondo de Capital Riesgo 4Founders Capital y la compañía de producción de musicales No Day but today S.L.

## Educación y vida tempranas
Pérez-Tenessa nació en México, y se trasladó a España a la edad de 10 años. Es hijo de Antonio Pérez-Tenessa, y de Marlene de Block y el segundo de cuatro hermanos. Su padre, abogado, fue Secretario General del Consejo de Estado y Presidente de su sección Octava. Su madre fue modelo en México y en España. Se gradúa en el Liceo Francés de Madrid en 1984, iniciando la carrera de Ingeniero Aeroespacial en la Universidad Politécnica de Madrid que concluye obteniendo el título de máster en Ingeniería Aeroespacial en 1990 como número uno de su promoción y  recibe por ello el Premio "Francisco Arranz" del Colegio español de ingenieros aeronáuticos. En 1995 se desplaza a Silicon Valley para estudiar en la Universidad de Stanford, de donde se gradúa en  1997.

## Carrera
Pérez-Tenessa empezó su carrera diseñando satélites en Francia con Aérospatiale y Turbinas de aviación en Pratt y Whitney en los Estados Unidos. Se une a la consultora estratégica McKinsey en 1993. En 1995 se traslada a Silicon Valley para cursar su MBA y en 1996 se une a Netscape, la compañía qué creó el primer navegador Web.
Funda eDreams en 1999 en Silicon Valley pero con un enfoque en los mercados de Europa. Desempeña el cargo de Consejero Delegado (CEO) de eDreams y de su sucesor eDreams ODIGEO de 1999 hasta 2015.
Durante su periodo al frente de la compañía,  lidera cinco operaciones de Capital Riesgo y Private Equity, varias emisiones de Deuda Privada y Pública, tres adquisiciones y una salida a Bolsa. La salida a Bolsa de eDreams se completa en abril de 2014,  valorando la compañía en €1.5 mil millones en su momento. eDreams se convirtió así en la primera startup de Internet en España en salir a bolsa a un mercado principal y sigue siendo la única que lo ha conseguido. También se convierte así en el primer "unicornio" de Internet de España. En 2015, Pérez-Tenessa  deja la compañía, manteniendo el puesto de Chairman Honorífico.
En 2017 cofunda la empresa de capital riesgo 4Founders para invertir en empresa de tecnología en fases tempranas. Ha invertido tanto a nivel personal como de 4Founders en un número importante de empresas tecnológicas alrededor del mundo.
En 2019 la Universidad Politécnica de Madrid le otorga el Premio Honorífico ActúaUPM 2019 por su "trayectoria, capacidad de superación (...), que sirven de ejemplo para todos aquellos/as emprendedores/as que se presentan cada año a la Competición actúaupm" 
Ha sido miembro del Consejo de Administración de varias empresas incluyendo las del grupo eDreams ODIGEO, la aerolínea Vueling y el grupo Lastminute.com
A partir de 2021 forma parte de la comisión ejecutiva de Barcelona Global

## Música
Pérez-Tenessa ha producido varios espectáculos de Teatro Musical, como  las producciones españolas de Rent en 2016, y Fun Home en 2018. Sus composiciones musicales están disponibles en SoundCloud. Ha cantado en los registros Bajo y Tenor en el Coro para el Mesías de Handel en el Palacio de la Música Catalana en Barcelona.